# Arboretum Curie
El Arboretum Curie, también denominado como Arboretum du Col des Trois Soeurs, es un Arboreto, ubicado en el sureste de Francia, con zona de Pinetum y una extensión total de unas 6 hectáreas que están previstas que se aumenten en un futuro próximo.

## Localización
El Arboretum Curie se encuentra en la zona sureste de Francia ubicado en el "Col des Trois Soeurs" en la proximidad de La Panouse y Saint-Amans.
Arboretum du Col des Trois Soeurs La Panouse, Département de Lozère, Languedoc-Roussillon, France-Francia.
Planos y vistas satelitales.44°43′50″N 3°35′23″E / 44.73056, 3.58972
- Altitud: 1470 m s. n. m.

Está abierto a diario todo el año al público en general

## Historia
Fue creado en 1975 para estudiar las coníferas más adecuadas para la reforestación de la zona.
Históricamente, la decisión de crear un arboreto en Margeride Lozère fue el resultado de 
la iniciativa privada en 1971, el profesor Daniel Curie sugirió al centro de gestión "l'Office national des Forêts" de Mende de instalar, en Lozère, una colección de especies alpinas similar a la que se creó el "Col du Lautaret" (Isère) o en el "Arboretum de Mont-Aigoual" (Lozère).
La ONF se enfrenta a la misma estación de Mejoramiento árboles forestales del INRA y,
adopta conjuntamente el proyecto de instalación de una pequeña colección de especies forestales
para poner a prueba su resistencia a la altitud de las tierras altas de Margeride, que aunque no da plena satisfacción, sin embargo la picea de Noruega sigue siendo la única especie de reforestación en la zona.
El lugar de instalación seleccionado era el "col des Trois-Soeurs", situada a unos 15 kilómetros al noreste de Saint-Amans, bordeando la carretera departamental 34. Su altitud (1 390 a 1 480 m), su suelo y su vegetación, este sitio es muy representativo de grandes áreas a ser reforestadas en Margeride.
Está administrado por la « Office national des forêts».
De acuerdo con Arbez et al., actualmente contiene 77 taxones (principalmente coníferas)

## Colecciones
Aunque tiene varias especies de árboles caducifolios como diferentes especies del género Quercus, Fraxinus, sin embargo sus colecciones están encaminadas para mostrar la diversidad de las coníferas.
La vegetación natural del enclave donde se ubica incluye a  Acer monspessulanum, Buxus sempervirens, Corylus avellana, Crataegus monogyna, Cupressus sempervirens, Fraxinus excelsior, Genista spp., Ilex aquifolium, Juniperus communis, Prunus avium, Prunus spinosa, Pteridium aquilinum, y Quercus ilex.
Las especies maderables cultivadas en la región incluye Cedrus atlantica, Fagus sylvatica, Picea sitchensis, Pinus nigra laricio o calabrica, Pinus sylvestris, Pseudotsuga menziesii, y Quercus.

## Actividades
Además de actividades educativas, las actividades que aquí se realizan van encaminadas a:
- La conservación de las especies amenazadas,
- Al estudio científico de las necesidades para el mejor desarrollo de las especies que aquí se encuentran,
- A la conservación de los suelos y recuperación de las zonas degradadas y erosionadas,
- A la adaptación de especies foráneas con vistas a ampliar las especies cultivables de la región.